# Ddal (paschtunischer Buchstabe)

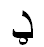
Der Buchstabe in isolierter Form

Ddal (paschtunisch ډال d́āl) ist ein arabischer Buchstabe, der Bestandteil des erweiterten arabischen Alphabetes der paschtunischen Sprache ist. Er ist abgeleitet vom arabischen Buchstaben Dal (د) durch die Hinzufügung eines kleinen Kreises, des sogenannten Pandak.
Der Lautwert in Paschtu ist ein stimmhafter retroflexer Plosiv (IPA: [ɖ]). Das Ddal gehört neben Tte (ټ), Rre (ړ) und Nur (ڼ) zu den die retroflexen Laute repräsentierenden Buchstaben der Paschtu-Schrift. Diese Phoneme kommen im Arabischen nicht vor, so dass die Buchstaben dem ursprünglichen arabischen Alphabet hinzugefügt wurden. Bis auf das retroflexe Nasal existieren diese Phoneme in verwandter Form auch im Urdu, das ebenfalls eine modifizierte arabische Schrift benutzt. Dort wird der retroflexe Artikulationsort allerdings nicht durch das Pandak, sondern durch ein hochgestelltes kleines Ṭa (ط) angezeigt.
| Unicode Codepoint | U+0689                      |
| Unicode-Name      | Arabic letter dal with ring |